# Tardía (manzana)
Tardía es una variedad cultivar de manzano (Malus domestica). Esta manzana es originaria de Galicia, está cultivada en la colección de árboles frutales y banco de germoplasma de Mabegondo con el N.º 311; ejemplares procedentes de esquejes localizados en Masma (Lugo).

## Sinónimos
- "Manzana Tardía".[4]

## Características
El manzano de la variedad 'Tardía' tiene un vigor elevado. Tamaño grande y porte erguido.
Época de inicio de brotación a partir del 9 de abril y de floración a partir de 30 abril.
Las hojas tienen una longitud del limbo de tamaño corto, con la máxima anchura del limbo media. Longitud de las estípulas media y la máxima anchura de las estípulas es estrecha. Denticulación del borde del limbo es serrado con la forma del ápice del limbo acuminado y la forma de la base del limbo es cordiforme. Con subestípulas ausentes.
Sus flores tienen una longitud de los pétalos corta, anchura de los pétalos es estrecha, disposición de los pétalos en contacto entre sí, con una longitud del pedúnculo media.
La variedad de manzana 'Tardía' tiene un fruto de tamaño medio, de forma plana-globosa, de color amarillo, con chapa lavada, con intensidad pálida. Epidermis de textura desigual con pruina en su superficie, y con presencia de cera débil. Sensibilidad al "russeting" (pardeamiento áspero superficial que presentan algunas variedades) muy poco sensible. Con lenticelas de tamaño grande.
Los sépalos están dispuestos de forma variable, libres en su base; fosa calicina poco profunda de una anchura media. Pedúnculo estrecho y largo, siendo la cavidad peduncular media y de una anchura media. Con pulpa de color blanca, firmeza intermedia y textura intermedia; jugosidad jugosa con sabor de acidez media-alta, no dulce, pocoaroma.
Época de maduración y recolección a partir del 22 de octubre. 'Tardía' es una manzana dedicada a la producción de sidra.

## Susceptibilidades
- Oidio: ataque medio
- Moteado: ataque débil
- Raíces aéreas: no presenta
- Momificado: no presenta
- Pulgón lanígero: ataque medio
- Pulgón verde: ataque débil
- Araña roja: no presenta
- Chancro: no presenta[3]